# Goed (economie)
Goederen zijn in de economie alle zaken die in het economisch verkeer een waarde bezitten.
Goederen kunnen fysiek of niet-fysiek zijn. Dit onderscheid tussen goederen en diensten wordt wel gemaakt in het dagelijks spraakgebruik, maar niet in de economische wetenschap. Ook hoeven gelijke voorwerpen niet per se dezelfde economische goederen te zijn. Daardoor kan er een prijsverschil bestaan tussen dezelfde voorwerpen. Bijvoorbeeld, een fles cola van merk x in supermarkt A hoeft dus niet dezelfde prijs te hebben als dezelfde fles cola van merk x in supermarkt B.
Per definitie zijn goederen schaars: er is slechts een beperkte hoeveelheid van die voor het optimaal draaien van de economie zo efficiënt mogelijk moet worden ingezet.
Goederen zijn op meerdere wijzen te onderscheiden, zoals in roerende en onroerende goederen. Een andere verdeling is in collectieve goederen, private goederen, tolgoederen en gemeenschappelijke gebruiksgoederen. Hoe deze goederen zich tot elkaar verhouden blijkt uit onderstaand schema.
|                   | Uitsluitbaar                                                         | Niet uitsluitbaar                                          |
| ----------------- | -------------------------------------------------------------------- | ---------------------------------------------------------- |
| Rivaliserend      | Private goederen: bijv. voedsel, kleren, speelgoed, auto's           | Gemeenschappelijke gebruiksgoederen: bijv. water, vis, bos |
| Niet rivaliserend | Clubgoederen of tolgoederen: bijv. computerbestanden, kabeltelevisie | Collectieve goederen: bijv. defensie, straatverlichting    |

Uitsluitbaar betekent dat sommige consumenten kunnen worden uitgesloten van het gebruik van dit goed. Bijvoorbeeld, iemand heeft een goed gekocht en beslist zelf wie gebruikmaakt van het goed. Niet uitsluitbaar betekent dus dat er geen beperkingen kunnen worden opgelegd aan het gebruik, zoals het betalen van een prijs, bijvoorbeeld omdat er geen personeel of technische voorziening aanwezig is om dit af te dwingen; er kunnen wel beperkingen zijn: bij het bezoeken van een afgelegen strand is dit bijvoorbeeld de moeite er te komen, bij een gratis aangeboden voorwerp kan de moeite om het mee te nemen een beperking zijn. 
Rivaliserend betekent dat als het goed gebruikt is, het niet nogmaals of tegelijkertijd geconsumeerd kan worden door anderen.